# Comarca de Rio Tinto
A Comarca de Rio Tinto é uma comarca de segunda entrância.
Faz parte da 2ª Região com sede no município de Rio Tinto, no estado da Paraíba, Brasil, há 56 quilômetros da capital.
Também fazem parte dela os municípios de Baía da Traição e Marcação.
Esta comarca está integrada com as comarcas do Grupo IV de Mamanguape.
No ano de 2016, o número de eleitores inscritos na referida comarca foi de 34 400.